# José Reis (football)
Pour les articles homonymes, voir José Reis et Reis.
José Reis, de son nom complet José Matos Martins dos Reis, est un footballeur portugais né le 12 septembre 1911 à Loulé et mort à une date inconnue. Il évoluait au poste de gardien de but.

## Biographie

### En club
José Reis, né en Algarve, évolue d'abord avec des clubs de la région comme le Louletano DC et le SC Farense,.
Il garde les cages du CF Belenenses de 1931 à 1937,.
Il raccroche les crampons en 1937, au total avec Porto, il dispute 29 matchs dans la nouvelle première division portugaise,.

### En équipe nationale
International portugais, il reçoit une unique sélection en équipe du Portugal. Le 27 février 1936, il joue un match amical contre l'Allemagne (défaite 1-3 à Lisbonne).